# NBA Inside Stuff
NBA Inside Stuff é um programa de televisão que estreou em 1990 na NBC, sendo posteriormente exibido pela ABC, e agora pela NBA TV, exibindo o que acontece com os jogadores da NBA fora das partidas, e mostra técnicas do basquete. Previamente apresentado por Ahmad Rashad, Julie Moran e Willow Bay e Summer Sanders, o programa hoje é apresentado pelo ex-jogador da NBA Grant Hill e Kristen Ledlow

## Premissa
NBA Inside Stuff dá aos telespectadores uma revisão e análise dos jogos da NBA das últimas semanas, além de mostrar os melhores jogadores e momentos especiais das partidas. Os apresentadores por muitas vezes, também entrevistam os jogadores após as partidas, depois de falarem um pouco sobre eles aos telespectadores.

## História
Enquanto esteve na grade de programação da NBC, NBA Inside Stuff era a ponte entre o TNBC e os programas esportivos das tardes da emissora. Quando o programa foi relançado na ABC, ele foi exibido entre o bloco infantil ABC Kids e a programação vespertina da emissora (repetindo o que acontecia na NBC), migrando para os domingos durante a temporada de futebol americano.
Posteriormente, a ABC viria a substituir o NBA Inside Stuff pelo similar NBA Access with Ahmad Rashad, e como o próprio nome diz, Rashad era o apresentador. em 97 o programa foi transferido para a NBA TV onde era apresentado pela ex atleta olimpica e atriz Summer Sanders até 2005 quando o programa foi retirado do ar.
A NBA TV anunciou que depois de um hiato de oito anos, o NBA Inside Stuff voltaria com o recém aposentado Grant Hill e Kristen Ledlow como anfitriões. O comercial para o então recém-ressuscitado programa mais tarde foi ao ar na NBA TV, indo ao ar no dia 2 de novembro de 2013.

## Apresentadores
- Julie Moran (1990-1991)
- Willow Bay (1991-1998)
- Ahmad Rashad (1991-1997)
- Summer Sanders (1997-2005)
- Grant Hill e Kristen Ledlow (presente)